# Eliminacje OFC na Igrzyska Olimpijskie
Eliminacje OFC na Igrzyska Olimpijskie (ang. OFC Olympic Qualifying Tournament) – rozgrywki piłkarskie w Oceanii organizowane co cztery lata w celu kwalifikacji do turnieju piłki nożnej na igrzyskach olimpijskich. Od 1992 roku w turnieju mogli uczestniczyć piłkarze poniżej 23 roku życia bez żadnych innych ograniczeń. Najlepsza drużyna kwalifikuje się do igrzysk olimpijskich.

## Historia
Zapoczątkowany został w 1992 roku przez OFC jako turniej przedolimpijski strefy Oceanii w piłce nożnej. Rozgrywki zostały rozegrane na stadionach Fidżi, gdzie reprezentacje Oceanii i Australii w turnieju finałowym systemem kołowym wyłoniły najlepszą drużynę kwalifikującą się na igrzyska olimpijskie. Pierwszy turniej wygrała reprezentacja Australii. W każdej edycji liczba uczestników zmieniała się. Łącznie do 2004 w eliminacjach uczestniczyła reprezentacja Australii, która potem przeniosła się do AFC. Jeżeli w turnieju uczestniczy 5 lub więcej drużyn, to najpierw są one dzielone na dwie grupy, a potem drużyny z pierwszych miejsc walczą o zwycięstwo, a drużyny z drugich miejsc grają mecz o 3. miejsce lub systemem pucharowym czwórka najlepszych wyłania zwycięzcę.

## Finały
| 1992 Szczegóły | Fidżi                   | Australia     | format ligowy  | Nowa Zelandia  | Fidżi             | format ligowy | Papua-Nowa Gwinea |    |
| 1996 Szczegóły | Australia               | Australia     | format ligowy  | Nowa Zelandia  | Fidżi             | format ligowy | Wyspy Salomona    |    |
| 1999 Szczegóły | Nowa Zelandia           | Nowa Zelandia | 4 : 1          | Wyspy Salomona | Fidżi             | 3 : 0         | Papua-Nowa Gwinea |    |
| 2004 Szczegóły | Australia Nowa Zelandia | Australia     | 2 : 0 1 : 1    | Nowa Zelandia  | Vanuatu           |               | Fidżi             | 10 |
| 2008 Szczegóły | Fidżi                   | Nowa Zelandia | format ligowy  | Wyspy Salomona | Fidżi             | format ligowy | Papua-Nowa Gwinea | 6  |
| 2012 Szczegóły | Nowa Zelandia           | Nowa Zelandia | 1 : 0          | Fidżi          | Vanuatu           | 1 : 0         | Papua-Nowa Gwinea | 7  |
| 2015 Szczegóły | Papua-Nowa Gwinea       | Fidżi         | 0 : 0 (4–3 k.) | Vanuatu        | Papua-Nowa Gwinea |               | Nowa Zelandia     | 8  |
| 2019 Szczegóły | Fidżi                   | Nowa Zelandia | 5 : 0          | Wyspy Salomona | Vanuatu           | 1 : 0         | Fidżi             | 8  |
| 2023 Szczegóły | Nowa Zelandia           | Nowa Zelandia | 9 : 0          | Fidżi          | Wyspy Salomona    |               | Vanuatu           | 8  |

## Statystyki
| Lp. | Drużyna        | Mistrz | Wicemistrz | Lata triumfów                   |
| --- | -------------- | ------ | ---------- | ------------------------------- |
| 1.  | Nowa Zelandia  | 4      | 3          | 1999*, 2008, 2012*, 2019, 2023* |
| 2.  | Australia      | 3      | 0          | 1992, 1996*, 2004*              |
| 3.  | Fidżi          | 1      | 1          | 2015                            |
| 4.  | Wyspy Salomona | 0      | 2          |                                 |
| 5.  | Vanuatu        | 0      | 1          |                                 |

* = jako gospodarz.